# R. c. Cinous
R c. Cinous, est un arrêt de principe de 2002 de la Cour suprême du Canada qui a statué que pour qu'une défense soit présentée à un jury, cette défense doit avoir un « air de réalité ».

## Les faits
Le 3 février 1994, quatre hommes roulaient dans une fourgonnette dans la région de Montréal en route pour commettre un vol d'ordinateur. Jacques Cinous, le chauffeur, a remarqué les gestes de Michaelson Vancol et d'un autre homme dans la camionnette, ainsi que des changements des gants que portaient Vancol et l'autre homme, et pensait qu'ils étaient armés et prêts à le tuer. 
Cinous a arrêté le véhicule dans une station-service de Montréal sous prétexte qu'il avait besoin de liquide lave-glace, a ouvert la portière arrière de la fourgonnette et a tiré sur Vancol à l'arrière de la tête, le tuant. 

## Historique judiciaire antérieur
Au procès, Cinous a affirmé que le meurtre était commis en légitime défense. Cependant, le jury a rejeté la défense de Cinous et l'a déclaré coupable de meurtre au deuxième degré.
En appel, la Cour d'appel du Québec a statué qu'il y avait des erreurs dans les instructions du juge du procès au jury en ce qui concerne l'allégation de légitime défense de Cinous et a ordonné l'annulation de la déclaration de culpabilité et un nouveau procès. 

## Jugement de la Cour suprême
La Cour suprême a accueilli l'appel du ministère public et rétabli la déclaration de culpabilité.
Elle a jugé que la défense doit avoir un air de réalité, c'est-à-dire «s’il existe  une preuve qui permettrait à un jury ayant reçu des directives appropriées et agissant raisonnablement de prononcer l’acquittement, s’il y ajoutait foi».